# Azraq, Abadan
Nahr-e Azraq (în persană نهرازرق; cunoscut și sub numele de 'Azraq și Kabūdān) este un sat în Districtul Rural Nasar, Districtul Arvandkenar, Provincia Khuzestan, Iran. La recensământul din 2006, populația sa era de 311 locuitori, în 66 de familii.